# Araxá
Araxá ist eine Stadt im Bundesstaat Minas Gerais in Brasilien.

## Geschichte
Die namensgebenden Araxás-Indianer wurden 1766 von Ignatius Correia Pamplona ausgerottet. In den Folgejahren kamen die ersten Bauern in die Gegend, um die durch den Goldrausch in der Region angelockten Goldgräber zu versorgen.
Im Jahr 1791 wurde die Gemeinde São Domingos de Araxá gegründet. Nach der Ernennung des ersten Pfarrers im selben Jahr wurde 1795 mit dem Bau der ersten Kirche begonnen, die 1800 fertiggestellt wurde. 1816 wurde der Ort in den Bundesstaat Minas Gerais eingemeindet. Am 19. Dezember 1865 wurde der Ort São Domingos de Araxá zur Stadt erhoben, aus der 1915 die Stadt Araxá entstand.

## Wirtschaft
Die wichtigsten Sektoren der Wirtschaft sind Tourismus, Dienstleistung, Bergbau und Landwirtschaft.
Das Bruttoinlandsprodukt betrug im Jahr 2005 1.439.547 R$. Dieses war gleichmäßig über den Dienstleistungssektor und die Industrie verteilt. 2.865 Arbeiter waren in der Industrie beschäftigt, 1.478 im Bausektor, 7.636 im Einzelhandel, 1.296 in Hotels und Gaststätten, 1.500 in der Agrarwirtschaft und 2.691 im öffentlichen Dienst.

### Bergbau
Die Bergbauindustrie ist stark auf den Abbau von Niob fokussiert. Die dort vorkommenden Reserven von etwa 460 Millionen Tonnen decken den Gesamtverbrauch der Erdbevölkerung für geschätzte weitere 500 Jahre. Eine der größten Firmen in diesem Bereich ist die CBMM (Companhia Brasileira de Metallurgia e Mineração).

### Chemische Industrie
Araxá ist einer der Hauptproduzenten von Phosphaten, die hauptsächlich von der Vale Fertilizantes S.A. produziert werden, die hier das größte Phosphatwerk in Brasilien betreibt.

### Landwirtschaft
Der Ertrag der Milchwirtschaft betrug im Jahr 2004 etwa 500.000 Liter Milch täglich. Araxá hat auch eine große Schweine- und Geflügelmastbranche. 22 Cachaça-Produzenten waren 2004 hier angesiedelt. Die Hauptanbaupflanzen in der Landwirtschaft sind Kaffee, Weizen und Soja.

### Tourismus
Die Heilbäder des Ortes locken Touristen aus ganz Brasilien an. Eine der Hauptattraktionen stellt das 1944 eröffnete Grande Hotel e Termas de Araxá dar, das mit seinen 2708 Betten eines der imposantesten Hotels Brasiliens ist. Viele wichtige soziale, politische und kulturelle Veranstaltungen fanden hier statt. Eine der bekanntesten brasilianischen Telenovelas, „Dona Beja“, wurde hier gedreht. Des Weiteren bietet die Stadt eine vielseitige Auswahl an Museen und Thermen.

## Bevölkerung
Die Analphabetismusquote liegt bei 7 % und damit stark unter dem Landesdurchschnitt von 12,4 %. Die Lebenserwartung beträgt 70 Jahre.

### Einwohnerentwicklung
| Jahr | Einwohner |
| ---- | --------- |
| 1970 | 35.676    |
| 1980 | 53.404    |
| 1991 | 65.911    |
| 2000 | 78.997    |
| 2010 | 93.071    |
| 2018 | 105.083   |

Quelle: IBGE. In: ibge.gov.br.

### Söhne und Töchter der Stadt
- José Gaspar d’Afonseca e Silva (1901–1943), Erzbischof von São Paulo
- Chico Formiga (1930–2012), Fußballspieler
- Edmar Bernardes dos Santos (* 1960), Fußballspieler
- Neto (* 1989), Fußballspieler